# Nazionale maschile di calcio della Malaysia
La nazionale di calcio della Malaysia (in malese Pasukan bola sepak kebangsaan Malaysia) è la rappresentativa calcistica nazionale della Malaysia, posta sotto l'egida della Football Association of Malaysia ed affiliata all'AFC.
Non ha mai preso parte alla fase finale del campionato del mondo, mentre ha partecipato a quattro fasi finali della Coppa d'Asia, venendo eliminata al primo turno in ogni occasione. Pur riuscendo a qualificarsi all'Olimpiade di Mosca del 1980, non vi partecipò, aderendo al boicottaggio degli Stati Uniti a causa dell'invasione sovietica dell'Afghanistan. La qualificazione all'Olimpiade del 1980 è stata raccontata nel 2016 nel film Ola Bola.
Gli anni migliori del calcio malese sono gli anni settanta, con la partecipazione all'Olimpiade di Monaco di Baviera del 1972, in cui la nazionale ottenne una vittoria di consolazione contro gli Stati Uniti per 3-0 dopo le sconfitte con Germania Ovest e Marocco.
In quegli anni Malaysia e Corea del Sud dominavano la scena calcistica dell'Asia orientale, temendosi l'un l'altra, ma, al contrario di quello sudcoreano, il calcio malese iniziò poi un periodo di declino dal quale non si sarebbe più ripreso, facendo sì che gli appassionati malesi perdessero interesse per il calcio nazionale, concentrandosi di più sui campionati stranieri, in particolare quelli europei.
Nel 2004 la federcalcio malese creò una superlega per tentare di tornare ai lustri passati, ma senza successo. La classifica mondiale della FIFA dell'agosto 2006 relegò la squadra al 148º posto, dietro nazionali molto meno prestigiose come Antigua e Barbuda o Sri Lanka, causando l'ira degli appassionati, che iniziarono a chiedere a gran voce lo scioglimento della federazione, fatto che è addirittura divenuto oggetto di discussione parlmentare.
Nella classifica mondiale della FIFA, introdotta nell'agosto 1993, il migliore piazzamento della nazionale malaysiana è il 75° posto al momento dell'introduzione della graduatoria, mentre il peggiore è il 178° posto del marzo 2018. La nazionale si trova attualmente al 132° posto.

## Risultati nel campionato del mondo
- Dal 1930 al 1970 - Non partecipante
- Dal 1974 al 2026 - Non qualificata

## Risultati in Coppa d'Asia
- Dal 1956 al 1972 - Non qualificata
- 1976 - Primo turno
- 1980 - Primo turno
- Dal 1984 al 2004 - Non qualificata
- 2007 - Primo turno
- Dal 2011 al 2019 - Non qualificata
- 2023 - Primo turno

## Risultati nell'ASEAN Cup
- 1996 - 2º posto
- 1998 - Primo turno
- 2000 - 3º posto
- 2002 - 4º posto
- 2004 - 3º posto
- 2007 - Semifinali
- 2008 - Primo turno
- 2010 - Campione
- 2012 - Primo turno
- 2014 - 2º posto
- 2016 - Primo turno
- 2018 - 2º posto
- 2020 - Primo turno
- 2022 - Semifinali

## Rosa attuale
Lista dei convocati per le partite amichevoli contro Laos e India del novembre 2024.
| N. | Pos. | Giocatore          | Data nascita (età) | Pres. | Reti | Squadra             |
| -- | ---- | ------------------ | ------------------ | ----- | ---- | ------------------- |
| 1  | P    | Azri Ghani         | 30 aprile 1999     | 2     | 0    | Kuala Lumpur City   |
| 16 | P    | Syihan Hazmi       | 22 febbraio 1996   | 28    | 0    | Johor Darul Ta'zim  |
| 23 | P    | Haziq Nadzli       | 6 gennaio 1998     | 1     | 0    | Perak               |
| 3  | D    | Safwan Mazlan      | 22 febbraio 2002   | 3     | 0    | Terengganu          |
| 4  | D    | Daniel Ting        | 1º dicembre 1992   | 11    | 1    | Sabah               |
| 5  | D    | Azam Azmi          | 12 febbraio 2001   | 13    | 0    | Terengganu          |
| 6  | D    | Dominic Tan        | 12 marzo 1997      | 34    | 0    | Sabah               |
| 21 | D    | Dion Cools         | 4 giugno 1996      | 30    | 4    | Buriram United      |
| 22 | D    | Ubaidullah Shamsul | 30 novembre 2003   | 0     | 0    | Terengganu          |
| 24 | D    | Harith Haiqal      | 22 giugno 2002     | 3     | 1    | Selangor            |
| 25 | D    | Adib Raop          | 25 ottobre 1999    | 3     | 1    | Penang              |
| 8  | C    | Stuart Wilkin      | 12 marzo 1998      | 24    | 5    | Sabah               |
| 10 | C    | Ezequiel Agüero    | 7 aprile 1994      | 13    | 3    | Sri Pahang          |
| 14 | C    | Syamer Kutty Abba  | 1º ottobre 1997    | 39    | 2    | Penang              |
| 15 | C    | Nooa Laine         | 22 novembre 2002   | 11    | 0    | Selangor            |
| 17 | C    | Paulo Josué        | 13 marzo 1989      | 19    | 6    | Kuala Lumpur City   |
| 26 | C    | Zhafri Yahya       | 25 settembre 1994  | 1     | 0    | Kuala Lumpur City   |
| 7  | A    | Haqimi Azim        | 6 gennaio 2003     | 8     | 1    | Terengganu          |
| 9  | A    | Fergus Tierney     | 19 marzo 2003      | 2     | 0    | Chonburi            |
| 11 | A    | Safawi Rasid       | 5 marzo 1997       | 66    | 22   | Terengganu          |
| 13 | A    | Fazrul Amir        | 27 febbraio 2000   | 2     | 0    | Kelantan Darul Naim |
| 19 | A    | Akhyar Rashid      | 1º maggio 1999     | 56    | 10   | Terengganu          |
| 20 | A    | Syafiq Ahmad       | 28 giugno 1995     | 40    | 10   | Kedah Darul Aman    |

## Tutte le rose

### Coppa d'Asia
Coppa d'Asia 20071 Azizon, 2 Hamzani, 3 Fauzi, 4 Nazrulerwan, 5 Zamani, 6 Thirumurugan, 7 Kaironnisam, 8 Safee, 9 Eddy, 10 Hardi, 11 Norfarhan, 12 Shukor, 13 Indra Putra, 14 Akmal, 15 Shahrulnizam, 16 Ahmad Fauzi, 17 Nanthakumar, 18 Fadzli, 19 Rosdi, 20 Hairuddin, 21 Suffian, 22 Ivan, 23 Aidil, CT: Norizan
Coppa d'Asia 20231 Azri, 2 Davies, 3 Shahrul, 4 Daniel, 5 Syahmi, 6 Dominic, 7 Faisal, 8 Wilkin, 9 Darren, 10 Endrick, 11 Safawi, 12 Arif, 13 Sumareh, 14 Syamer, 15 Eldstål, 16 Syihan, 17 Josué, 18 Brendan, 19 Akhyar, 20 Afiq, 21 Cools, 22 Corbin-Ong, 23 Sikh, 24 Insa, 25 Khuzaimi, 26 Morales, CT: Kim P.G.

### Giochi olimpici
NOTA: per le informazioni sulle rose successive al 1948 ai Giochi olimpici visionare la pagina della nazionale olimpica.